# WWF Invasion
Invasion foi um evento pay-per-view realizado pela World Wrestling Federation, ocorreu no dia 22 de julho de 2001 no Gund Arena em Cleveland, Ohio e foi baseado na storyline The Invasion, em que lutadores da WCW invadiam a WWF.

## Resultados
| #                           | Lutas | Estipulação                                                  | Tempo |
| --------------------------- | --- | ------------------------------------------------------------ | ----- |
| Sunday Night Heat           | Chavo Guerrero, Jr. derrotou Scotty 2 Hotty. | Singles match                                                | 06:43 |
| 1                           | Edge e Christian derrotaram Lance Storm e Mike Awesome. | Tag Team match                                               | 10:10 |
| 2                           | Earl Hebner derrotou Nick Patrick. | Singles match, com Mick Foley como árbitro especial.         | 02:50 |
| 3                           | The APA (Faarooq e Bradshaw) derrotaram Sean O'Haire e Chuck Palumbo. | Tag Team match                                               | 07:17 |
| 4                           | Billy Kidman derrotou X-Pac. | Singles match                                                | 07:12 |
| 5                           | Raven derrotou William Regal. | Singles match                                                | 06:34 |
| 6                           | Chris Kanyon, Shawn Stasiak e Hugh Morrus derrotaram Billy Gunn, The Big Show e Albert. | Six-Man Tag Team match                                       | 04:23 |
| 7                           | Tajiri derrotou Tazz. | Singles match                                                | 05:43 |
| 8                           | Rob Van Dam derrotou Jeff Hardy (c). | Singles match pelo WWF Hardcore Championship                 | 12:24 |
| 9                           | Trish Stratus e Lita derrotaram Torrie Wilson e Stacy Keibler. | Bra and Panties match, com Mick Foley como árbitro especial. | 05:04 |
| 10                          | Team WCW/ECW (Booker T, Diamond Dallas Page, Rhyno e The Dudley Boyz (Bubba Ray e D-Von)) (com Shane McMahon, Stephanie McMahon-Helmsley e Paul Heyman) derrotaram Team WWF (Steve Austin, Kurt Angle, Chris Jericho, The Undertaker e Kane) (com Vince McMahon) | Inaugural Brawl match                                        | 29:03 |
| (c) - Campeão antes da luta | |                                                              |       |